# Benny Bennett
Benny Bennet (auch Benny Bennet, * 1922 in Port-d’Espagne, Venezuela; † nach 1961) war ein amerikanischer Jazz- und Unterhaltungsmusiker (Schlagzeug, Orchesterleitung), der meist in Frankreich arbeitete.

## Leben
Bennett zog im Alter von zwei Jahren mit seiner Familie in die Vereinigten Staaten; mit zwölf Jahren hatte er Unterricht an der Manhattan School of Music in Perkussion und Schlagzeug. Erste Auftritte hatte er im Umfeld der frühen Bebop-Musiker im Club Minton’s Playhouse. Unter dem Einfluss seiner ersten Frau Cathalina, einer kubanischen Tänzerin, begann er sich für lateinamerikanische Musik zu interessieren. Nach Kriegsende lebte er in Paris, wo er zunächst bei Jamsessions mit Jazzmusikern wie Harry Cooper, Robert Mavounzy, Frank Goudie und Charlie Lewis spielte. 1947 gehörte er den Be Bop Minstrels um Hubert Fol, André Persiany und Emmanuel Soudieux an; in ähnlicher Besetzung nahm er mit Robert Mavounzy & His Orchestra auf. 1951/52 spielte er mit Don Byas and His Rhythm (u. a. mit Maurice Vander und Jean-Pierre Sasson), 1953 mit Clifford Brown, Henri Renaud und Pierre Michelot (Clifford Brown in Paris) und 1960 noch mit André Réwéliotty, bevor er sich auf Tanz- und Unterhaltungsmusik verlagerte und in Paris mit eigenem Bands (Benny Bennet et son Orchestre de Musique Latine-Américaine) arbeitete. In den 1960er-Jahren legte er eine Reihe von Singles, EPs und LPs vor wie Festical a Cuba – Cha Cha Cha (Disques Vogue). Im Bereich des Jazz war er von 1946 bis 1961 an 17 Aufnahmesessions beteiligt.